# Grauwzustersklooster (Antwerpen)

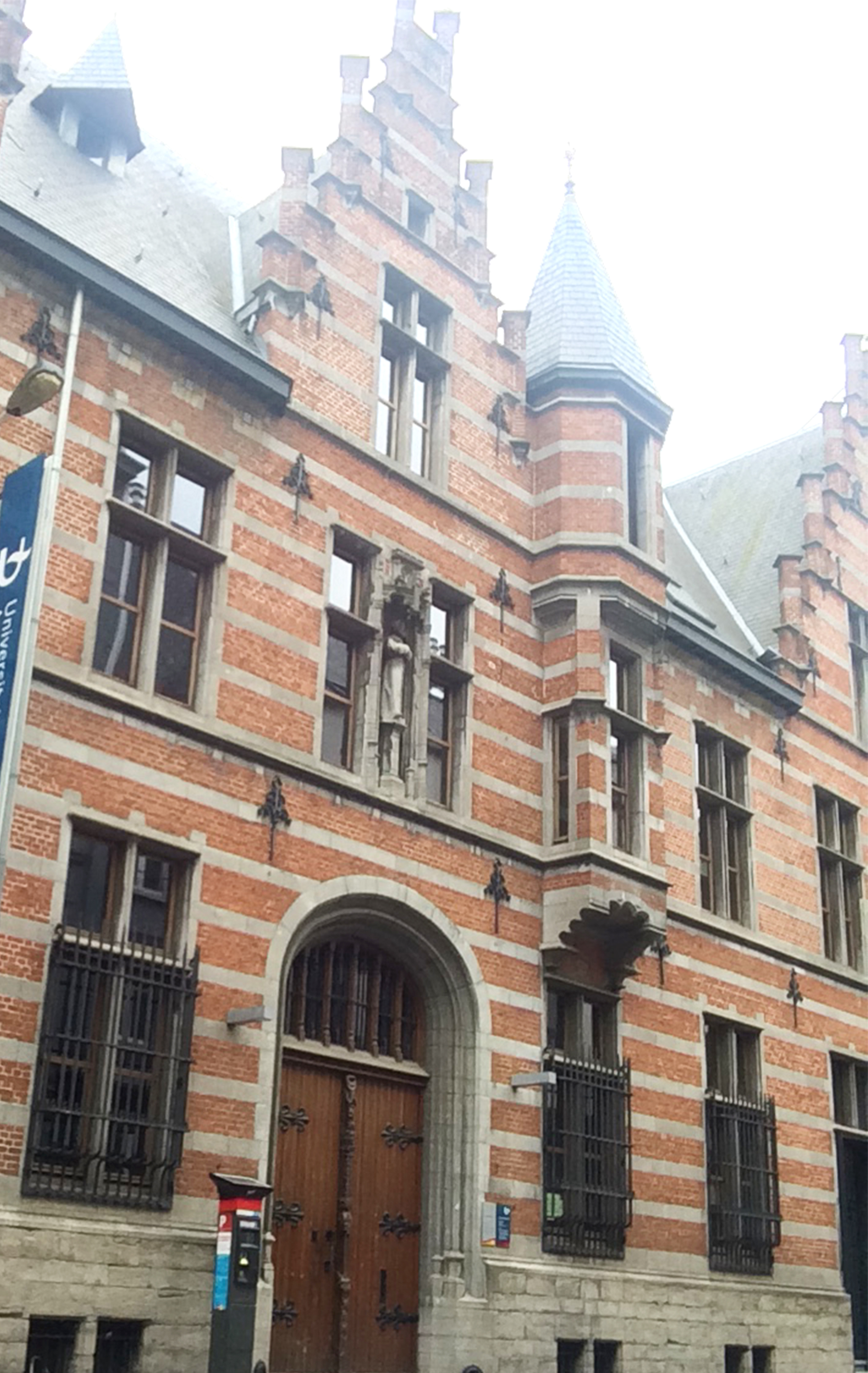
Hoofdingang Grauwzustersklooster

Het Grauwzustersklooster is een voormalig klooster in de stad Antwerpen, gelegen aan Korte Winkelstraat 28A en Lange Sint-Annastraat 5-7.

## Geschiedenis
De grauwzusters uit Zoutleeuw kwamen vanaf 1665 in Antwerpen om daar, in hun woningen, pestlijders en zieken te verzorgen. In 1693 vestigden ze zich permanent aan de Lange Sint-Annastraat, totdat ze in de Franse tijd werden verdreven. In 1802 keerden zij weer terug in hun klooster, dat eind 19e eeuw door een nieuw complex werd vervangen. In 1887-1888 werden de zuidvleugel met het hoofdportaal en de kerk gebouwd naar ontwerp van François Baeckelmans. Vanaf 1890 kwamen de noordvleugel, de oostelijke galerij en diverse bijgebouwen gereed. In 1909 werd de oostelijke tuinvleugel nog uitgebreid.
In 1999 werd het klooster verlaten. Het werd aangekocht door de Vlaamse Gemeenschap, gerestaureerd en in gebruik genomen als rectoraat van de Universiteit Antwerpen.

## Complex
Het gebouwencomplex omvat een binnenplaats (pandhof). Er is een lang bakstenen gevelfront aan de straat, dat gekenmerkt wordt door speklagen en een arkeltoren. Boven de ingangspoort ziet men een Sint-Franciscusbeeld.

## Kapel
De kloosterkapel bevindt zich in de zuidvleugel. Hij heeft een vijfzijdig afgesloten koor en wordt overkluisd door een houten spitstongewelf. De inrichting is met neogotisch kerkmeubilair uit de tijd van de bouw (einde 19e eeuw).

## Burgerhuis
Naast het klooster, aan Lange Sint-Annastraat 5, bevindt zich een neoclassicistisch burgerhuis dat omstreeks 1890 samen met andere kloostergebouwen, werd gerealiseerd.